# Nürnberger Maß
Als Nürnberger Maß wird eine Normgröße für Zinnfiguren bezeichnet. Sie geht zurück auf den Fabrikanten Ernst Heinrichsen, der 1839 in Nürnberg eine Zinn Compositions Figuren Fabrik gründete und aufgrund seiner Massenproduktion eine Standardhöhe für Zinnfiguren von ca. 28–30 mm etablierte.